# 川勝郁郎
川勝 郁郎（かわかつ いくろう、1888年（明治21年）12月9日 - 1963年（昭和38年）8月23日）は、大日本帝国陸軍軍人。最終階級は陸軍少将。

## 経歴
1888年（明治21年）に福島県で生まれた。陸軍士官学校第24期卒業。1939年（昭和14年）3月9日に陸軍歩兵大佐に進級し、5月19日に歩兵第3連隊留守隊長に就任した。同年9月1日に歩兵第24連隊長に転じ、1941年（昭和16年）11月に徳島連隊区司令官に就任した。
1945年（昭和20年）3月9日に歩兵第70旅団長（支那派遣軍・第20軍・第64師団）に就任し、6月10日に陸軍少将に進級。中国戦線に出動し、終戦時は長沙に位置した。
1947年（昭和22年）11月28日、公職追放仮指定を受けた。